# Spartina caespitosa
Spartina caespitosa là một loài thực vật có hoa trong họ Hòa thảo. Loài này được Eaton miêu tả khoa học đầu tiên năm 1898.